# A Chegada das Trevas
A Chegada das Trevas: Como os Cristãos Destruíram o Mundo Clássico (em inglês: The Darkening Age: The Christian Destruction of the Classical World) é um livro de 2017 de Catherine Nixey. No livro, Nixey argumenta que os primeiros cristãos destruíram deliberadamente as culturas clássicas grega e romana e contribuíram para a perda do conhecimento clássico. O livro foi um best-seller internacional, foi traduzido para 12 idiomas e foi um Livro Notável do New York Times de 2018. O New York Times o chamou de "um livro tipo bala de balista". O livro recebeu críticas positivas de acadêmicos como Peter Frankopan, professor de História Global na Universidade de Oxford, e outros que elogiaram seu estilo e originalidade. Entretanto, recebeu críticas de alguns estudiosos da antiguidade tardia e da Idade Média, como Averil Cameron, que o acusaram de contar uma narrativa simplista e polêmica e de exagerar a extensão em que os primeiros cristãos suprimiram aspectos das culturas grega e romana mais antigas.

## Conteúdo
Após expressar a opinião de que as narrativas históricas tradicionais tendem a retratar a Roma pré-cristã sob uma luz desfavorável (fria e niilista), Nixey passa a descrever o que ela vê como um ataque dos cristãos contra a herança clássica durante a Antiguidade Tardia, que é um período que abrange geralmente o Império Romano Tardio e o Início da Idade Média. O ataque que ela alega é tanto físico quanto cultural, levando o leitor do assassinato de Hipátia em 415 e da destruição de estátuas pagãs ao fechamento de templos e destruição de livros.
Para Nixey, esses episódios de zelo religioso violento são explicados por uma crença amplamente promovida de que religiões pagãs na verdade abrigavam demônios, e também pela retórica poderosa que os líderes cristãos usavam contra os inimigos da igreja primitiva. Nesse sentido, ela acredita que as fundações da perseguição religiosa posterior foram lançadas naquela época.

## Recepção

### Entre o público geral
A Chegada das Trevas foi escolhido como um dos "Livros Notáveis" do The New York Times em 2018 e foi listado nas listas de "livro do ano" do The Telegraph, The Spectator, The Observer, e BBC History.
O livro recebeu críticas positivas generalizadas na mídia, incluindo no New York Times, The Spectator, e The Times. A. C. Grayling o nomeou como seu livro favorito dos últimos 12 meses.

### Entre os acadêmicos
Emily Wilson, professora de Estudos Clássicos na Universidade da Pensilvânia, fez uma crítica positiva ao livro, chamando-o de "um guia engraçado, animado e legível" para o lado mais sombrio do cristianismo primitivo. Peter Frankopan, professor de História Global na Universidade de Oxford e diretor do Centro de Pesquisa Bizantina de Oxford, considerou o texto "ousado, deslumbrante e provocativo", desafiando as ideias recebidas sobre o cristianismo primitivo.
O professor Tim Whitmarsh, da Universidade de Cambridge, disse: "ao tentar expor o erro e a corrupção do mundo cristão primitivo, Nixey chega perto de ocultar as qualidades bárbaras dos romanos pré-cristãos", mas acrescentou que é "uma polêmica revigorante e bem elaborada contra o mito popular resiliente que apresenta a cristianização de Roma como o triunfo de uma política mais gentil e amável". O professor de história antiga da Universidade de Oxford, Peter Thonemann, diz que Nixey faz amplas generalizações baseadas em evidências limitadas e que a queima de livros cristãos não era tipicamente direcionada à literatura clássica. O historiador medieval da Universidade de Exeter, Levi Roach, chamou-o de "um lembrete salutar do lado mais sombrio da ascensão do cristianismo", mas argumentou que o livro endossa uma visão ultrapassada da Idade Média europeia como um remanso intelectual. Richard Tada, Ph.D. em história grega e bizantina antiga pela Universidade de Washington, afirma que Nixey se aventurou "em áreas onde ela está claramente fora de seu alcance" e criticou o livro por ter "selecionado" incidentes sem considerar evidências contrárias.
A reação das instituições cristãs e judaicas e da publicação também foi menos positiva, com críticas sobre a escolha das fontes, as limitações das evidências apresentadas e o que eles veem como a tendência do autor de tirar conclusões amplas de incidentes isolados. Philip Jenkins no Christian Century, Averil Cameron no The Tablet, e Johannes van Oort no Reformatorisch Dagblad são exemplos desse ponto de vista.

### Prêmios
O livro ganhou o segundo prêmio na Royal Society of Literature, Jerwood Awards de 2015 para Não Ficção e o Morris D. Forkosch Book Award de Melhor Livro Humanista de 2018.